# Maria Manuela Lopes Cardoso
Maria Manuela Lopes Cardoso GOIH, nome completo Maria Manuela Queiroz de Ataíde da Rocha Páris de Vasconcelos Lopes Cardoso (Vila Nova de Gaia, 27 de agosto de 1940), é uma professora do ensino secundário e investigadora portuguesa, na área de História e Filosofia.

## Biografia
Filha do Dr. Manuel Barbosa da Rocha Páris Machado Pinto de Vasconcelos, médico, e de sua mulher, D. Lídia Augusta Guimarães Pinto Vaz Guedes de Queiroz de Ataíde.
Actividade profissional
Licenciada em Filosofia pela Universidade do Porto, mestre em Relações Interculturais, pela Universidade Aberta e doutorada pela Universidade Nova de Lisboa.
Professora do ensino secundário na Escola Secundária Clara de Resende, no Porto.

### Obras publicadas
- António Vieira, pioneiro e paradigma de interculturalidade, edições Chave Ferreira (2001)[1]

- Américo Monteiro de Aguiar, dimensões antropológicas, axiológicas e proféticas de um projecto pedagógico (2007)[2]

### Casamento e descendência
Casou, em 1963, com o Dr. Augusto Pedro Falcão Lopes Cardoso, de quem teve três filhos, Maria Delfina da Rocha Páris Lopes Cardoso, Augusto-Pedro da Rocha Páris Lopes Cardoso e João Frederico da Rocha Páris Lopes Cardoso, todos com geração.